# Сантагано-Горчакова Олександра Олександрівна
Олекса́ндра Олекса́ндрівна Сантага́но, баронеса фон Мезенкампф, у шлюбі Сантагано-Горчако́ва (нар. 5 лютого (24 січня) 1842, Гнилище (нині в складі с. Нижній Бишкин), Харківщина — † 7 квітня (25 березня) 1913, Київ) — українська співачка (лірико-колоратурне сопрано), акторка, перекладачка, лібретистка й педагогиня. Баронеса.

## Життєпис
Походила з заможної родини обрусілих німців, що осіли на Харківщині (маєток Гнилище). Батько був генералом, губернським поштмейстером.
 

Закінчивши Патріотичний інститут в Петербурзі, повернулася до батьків. Навчалась музиці в Полтавському інституті шляхтянок у Алоїза Єдлічки.
Жвава від природи, хвацька наїзниця, невтомна танцюристка, маючи величезне коло знайомих (з матір'ю робили до 70 візитів), я постійно оберталася у великому світі, де звикла співати не конфузячись, і робила фурор…
Один із братів моїх, пристрасний аматор театру, який брав участь зі мною у всіх аматорських спектаклях, одружившися, залишив полк і, на жах всієї родини, зняв Харківський театр… Платня була величезна, артистів маса, але грошей щось ми не бачили, і спершу наш ліс, а потім дачі йшли на це підприємство, і мій брат потроху розорявся. Але театр має таку привабливу силу, що, бачачи неминучу загибель, брат не вгавав і жив надією!.. Я всі вечори, коли тільки мене відпускали, проводила в братовій ложі, що виходила також на сцену, впиваючись запахом лаштунків, немов отрута, що вливалася нам у жили...
Знаменитий на той час трагік, негр Олдрідж, який зводив з розуму Петербург, де він грав кілька речей з шекспірівського репертуару з імператорською німецькою трупою, [1862 року] виявив згоду гастролювати і у нас. Всі місця бралися з бою, ложа брата була продана, і я благала батька піти зі мною в партер... Добре володіючи англійською мовою, я з завмиранням серця і страшним хвилюванням стежила за всіма перипетіями трагедії і, повернувшись додому, не могла заснути, таке сильне було враження, справлене на мене. Ілюзії сприяла відсутність суфлера. На другий день Олдрідж був у нас і незабаром став щоденним гостем, радіючи, що є з ким побазікати по-англійськи...
Влітку мій брат узяв ще й Полтавський театр на час ярмарку, куди й переїхав з усією трупою. Разом з ним та його дружиною поїхала і я. У той час Олдрідж зі скупості розстався зі своїм перекладачем, і коли в Полтаві була вперше поставлена для нього шекспірівська трагедія «Річард III» (перекладена для російських акторів мною), то через брак суфлера (потрібного тільки для цієї ролі Олдріджу) я суфлювала в куліс, і тим вкрай підкорила серце влюбливого негра. Він просив мої руки; знаючи, що він одружений, я цьому вкрай здивувалася, але він заспокоїв мене, запевняючи, що чекати доведеться не довго, тому що дружина його в останньому градусі сухот. Звичайно, на таку пропозицію можна було відповісти лише сміхом, що вкрай розлютило Олдріджа, ми розсталися незабаром і більше не зустрічалися.
У 1864 р. я вийшла заміж [за когось із поважного роду Горчакових], але невдале подружнє життя навело мене на думку спробувати вступити на сцену. Повернувшись через чотири місяці до батьків, я прямо поставила питання про це, чим викликала жах у сім'ї: що скажуть у світі, що подумають німецькі родичі!.. Після довгих дебатів, прохань з мого боку й умовлянь матері, моєї заступниці, яка обожнювала і балувала мене, батько прийшов до наступного рішення: я можу їхати вчитися в Італію, благословення своє він мені дає і вручає 3000 рублів. щоб я мала кошти для вступу на сцену. Зі мною мала їхати моя подруга дитинства, дівчина моїх років, бідна сирота, яка жила в нашому домі; одну ж мене відпустити батьки відмовилися навідріз.
3 жовтня 1864 р. я з моєю вірною Пашею виїхала до Москви, напучувана благословеннями батька і риданнями моєї лагідної і люблячої матері. Шлях мав бути довгий, від Харкова до Москви залізниці й близько ще не було. Їхали ми п'ять днів, по багнюці, по ожеледиці, і змучені, майже не зупиняючись у Москві, приїхали до Петербурга, де й зупинилися у тітки моєї (сестри батька) баронеси Ш… Між тіткою та її двома дочками, літніми дівчатами, було вирішено повезти мене на пробу до знаменитого на той час професора Петербурзької консерваторії П. Репетто.
Через рік продовжила навчання в Італії та з успіхом дебютувала у Лугано, під псевдо Сантагано.
1867—1871 — солістка Київської опери. У Києві Сантагано-Горчакова дружила з родиною Рокотових, була частою гостею в їх будинку. В.Д.Рокотов, батько письменниці М. В. Ямщикової (псевдо Ал. Алтаєв), був організатором першого російського народного театру у Києві. Особливо близька вона була з його дружиною А. Н. Толстою. Про це пише Ал. Алтаєв у своїй книзі «Пам'ятні зустрічі», де Сантагано-Горчаковій присвячена одна з главок під назвою «Пропагандистка Глінки» (М.-Л., 1946, с. 115-121).
У кінці 1870 — на початку 1880-х гастролювала з власною трупою в Італії (1874 поставила в Мілані оперу «Іван Сусанін» М. Глінки).
Рано залишивши сцену, стала знаним вокальним педагогом. Викладала спів в Одеському музичному товаристві, Московському філармонічному училищі. Останні 16 років життя викладала спів у Музичній школі Миколи Тутковського в Києві.
Серед її учнів — Л. В. Собінов, Л. О. Улуханова, М. А. Янса, С. М. Мирович, сестри С. І. Друзякіна і М. І. Закревська.
Брала участь у музично-громадському житті Києва. Мешкала з родиною в будинку по вул. Пушкінській № 38.

## Історична подія
8 листопада (27 жовтня) 1867 року відбулась перша вистава Київської опери — опера «Аскольдова могила» Олексія Верстовського, головну роль в якій (роль Надії) виконала Олександра Сантагано-Горчакова.

## Твори
Перекладала оперні лібрето (у тому числі лібрето опер «Іван Сусанін» — італійською, «Кармен» — російською): загалом російською мовою — 99 й італійською мовою — 9 творів.
Написала багато оригінальних драматичних творів і романсів.